# Aces High (película)
Aces High es una película bélica anglofrancesa de 1976 dirigida por Jack Gold y protagonizada por Malcolm McDowell, Peter Firth, Christopher Plummer y Simon Ward con guion de Howard Barker. La película se basa en la obra Journey's End de 1930 de R. C. Sherriff.

## Sinopsis
La historia se centra en la Primera Guerra Mundial y narra la historia de un joven oficial que acaba de graduarse de la academia militar. El joven es asignado en el frente occidental para participar en el combate aéreo contra los alemanes, que demuestran una tremenda habilidad en este tipo de combate, lo que dificulta enormemente la supervivencia de los pilotos aliados.

## Reparto
- Malcolm McDowell: John Gresham.
- Christopher Plummer: "Uncle" Sinclair.
- Simon Ward: el teniente Crawford.
- Peter Firth: Stephen Croft.
- David Wood: "Tommy" Thompson.
- Trevor Howard: el coronel Silkin.
- Richard Johnson: el mayor Lyle.
- Ray Milland: el general Whale.